# Syrphus excavatus
Syrphus excavatus är en tvåvingeart som beskrevs av Camillo Rondani 1851. Syrphus excavatus ingår i släktet solblomflugor, och familjen blomflugor.
Artens utbredningsområde är Ecuador. Inga underarter finns listade i Catalogue of Life.